# Het verzonken fort
Het verzonken fort is een  stripverhaal uit de reeks van Jerom.

## Locaties
Dit verhaal speelt zich af op de volgende locaties:
- kasteel en landgoed, Turkse kust, fort

## Personages
In dit verhaal spelen de volgende personages mee:
- Jerom, Odilon, professor Barabas, tante Sidonia, baron Van Vareinmal, barones, houthakkers, boer Sanders, admiraal, bemanning, zeerovers, bespieder, agent

## Het verhaal
Baron Van Vareinmal smeekt twee houthakkers de eiken langs de dreef op zijn landgoed te sparen, maar hij heeft de belasting niet betaald. Jerom en Odilon komen toevallig langs en horen het verhaal, waarna Jerom besluit de belastingschuld van de baron te betalen om zo de bomen te redden. Jerom en Odilon worden uitgenodigd in het kasteel en horen dat generaal Flagstock een voorouder van de familie is. Hij sneuvelde in het fort waar hij bevelhebber was, hij verdronk toen het fort in zee verzonk tijdens een springvloed. Jerom hoort dat er een familieschat in het fort moet zijn achtergebleven en hij wil professor Barabas om hulp vragen. Niemand heeft door dat ze worden afgeluisterd. Professor Barabas vertelt dat de teletijdmachine stuk is, hij kan niemand terughalen. Jerom en Odilon worden toch weggeflitst en komen in zee terecht. Dichtbij is een admiraalschip en de bemanning halen Jerom en Odilon aan boord. De admiraal verdenkt hen spionnen van zeerovers te zijn en ze krijgen slaapdrank, waarna ze worden opgesloten in het ruim.
Het schip wordt aangevallen door zeerovers en de bemanning en de admiraal slaan op de vlucht. De zeerovers nemen Jerom en Odilono mee en komen in de buurt van een fort. Als het fort wordt aangevallen, weten Odilon en Jerom te ontsnappen met een roeiboot. Er volgt een springvloed en de rots met het fort stort in de zee. Jerom en Odilon worden teruggeflitst en gaan met een vliegtuig terug naar de plek aan de Turkse kust. Jerom en Odilon duiken naar het fort en Jerom helpt een vis uit een net. Odilon komt in de problemen, maar de vis haalt Jerom en wijst hem de weg. Odilon wordt door Jerom bevrijd uit het verzonken fort en brengt hem naar het vliegtuig. Daar blijkt de houthakker te zijn en hij bedreigt Jerom met een pistool. Jerom moet de schat halen en hij kommt met een kist terug uit het water. Als de houthakker de kist opent, wordt hij door de vader van de vis neergeslagen. Jerom haalt de zakjes met goud en neemt afscheid van de vissen. De houthakker wordt overgedragen aan de politie en de vrienden vieren feest op het kasteel van Van Vareinmaal. De baron kan zijn belasting weer betalen en elke ochtend rijdt hij op zijn paard door het groen dat hij kon houden.